# Kanał Mosiński
Kanał Mosiński – kanał melioracyjny (skanalizowana odnoga Obry) odprowadzający wody górnej Obry i Mogielnicy (poprzez kanał Prut) do Warty. Jest to jeden z czterech (jedyny północno-wschodni) tzw. Kanałów Obrzańskich.
Kanał ma długość 25,7 km. Powstał w latach 1850-59. Rozpoczyna się w tzw. Węźle Bonikowskim w pobliżu Kościana i uchodzi do Warty naprzeciw Rogalinka, w pobliżu granicy z Mosiną, łącząc zlewnie Odry (przez południowy Kanał Obry) i Warty. Dopływami są: kanał Prut (umożliwiający odprowadzanie wody rzeki Mogilnicy do Warty) i kanał Olszynka, łączący się z Mosińskim we wsi Krosinko.